# 波羅尼鱷屬
波羅尼鱷屬（學名：Polonosuchus）是副鳄形类的一屬，生存於三疊紀晚期（諾利階）的波蘭。波羅尼鱷是種大型掠食動物，身長約5到6公尺。如同其他勞氏鱷目，波羅尼鱷具有大型頭部、銳利牙齒，四肢直立於身體下方。波羅尼鱷的外表類似北美洲的波斯特鱷，都是所處環境的頂級掠食動物。

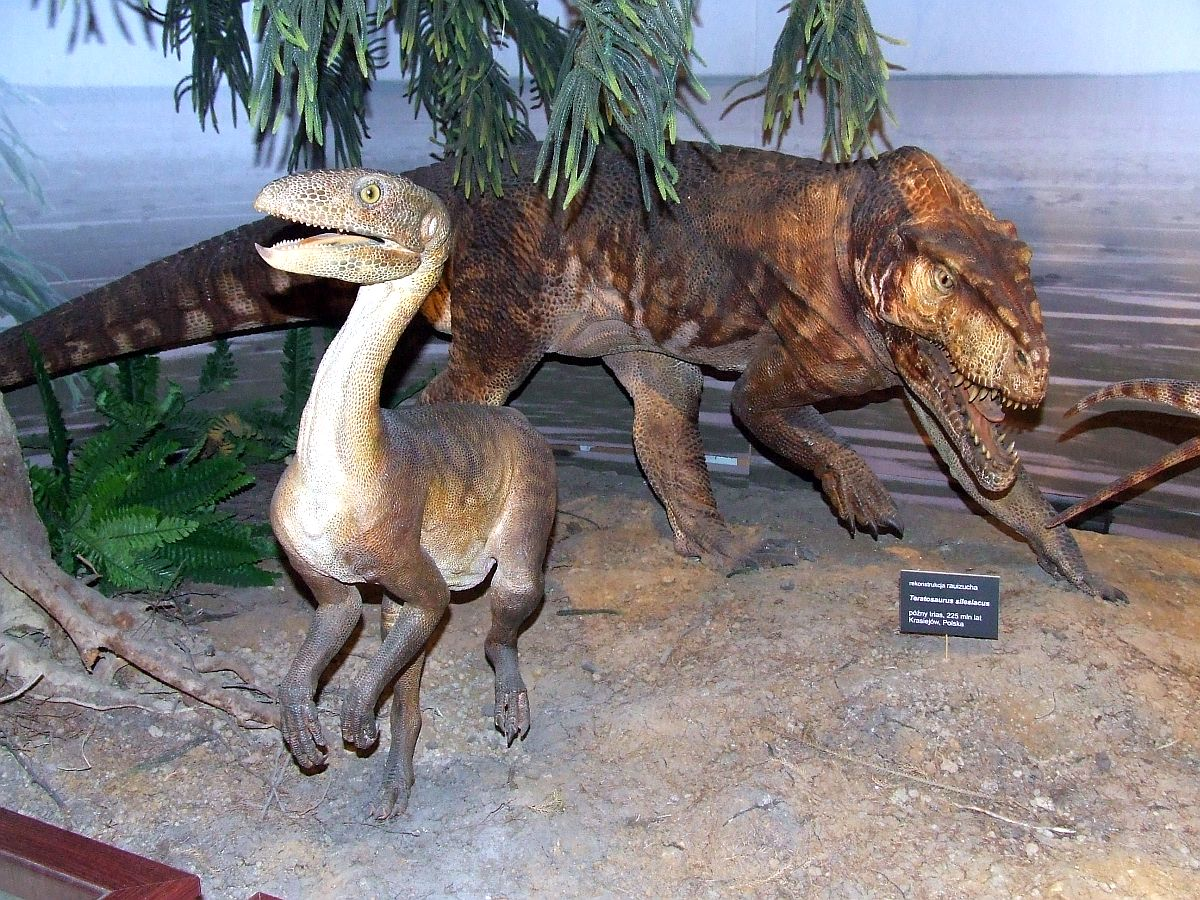
鳥頸類的西里龍、伪鳄类的波羅尼鱷，化石都發現於波蘭

在2005年，Tomasz Sulej命名西里西亞巨齒龍（T. silesiacus）。在2009年，斯蒂芬·布魯薩特（Stephen L. Brusatte）將這個種建立為新屬，西里西亞波羅尼鱷（P. silesiacus），屬名與種名分別是以波蘭的古地名波羅尼亞（Polonia）、西里西亞（Silesia）為名。